# Departamento Goya
Goya es un departamento de la provincia de Corrientes, en el nordeste de la Argentina. La cabecera del departamento es la homónima Goya, sobre la costa del río Paraná.

## Geografía

### Superficie y límites
El departamento tiene una superficie de 4784.5 km², en la región sudoeste de la provincia.
Limita al norte con el departamento de Lavalle; al este con el de Curuzú Cuatiá; al sur con el de Esquina; y al oeste con la provincia de Santa Fe, de la cual está separado por el río Paraná.

## Historia
El 7 de marzo de 1917 el gobernador Mariano Indalecio Loza aprobó por decreto el Cuadro comparativo de la subdivisión en Departamentos y Secciones de la Provincia de Corrientes; Límites interdepartamentales e interseccionales, que fijó para el departamento Goya los siguientes límites:

Departamento Goya - Límites departamentales: Norte: Límite Norte de las propiedades de Beatriz y Genoveva Fernández, Elías N. Fernández, F. de Correa, Juana Benítez, Echeverría, José Anzótegui, suc. de Perugorría, Gregorio Espíndola, Colonia Isabel Victoria, Rafael Bolo, suc. de Escobar, Obregón, Modesta de Duarte, Núñez Dreste, Vilas, Eleodoro Chaz, Clara Ch. de Morris; Este y Sur: Río Corriente; Oeste: Río Paraná.

El cuadro señaló que el departamento estaba dividido en 5 secciones:

El Departamento está dividido en cinco Secciones, con los siguientes límites:
 1ra. Sección: Norte: Río Paraná y límite departamental Norte; Este: Límite Este de la Colonia Isabel Victoria, y de la propiedad suc. de Santiago Silva; límite Sur de la misma propiedad; límite Este de las propiedades suc. de Pucheta, Eulalia de Azamendi, Colonia Porvenir, M. S. de Mohando, E. Ojeda, suc. de José Rolón, siguiendo el límite Sur de las propiedades suc. de José y Domingo Rolón, hasta el Paraná Mini; después, el Paraná Mini y el estero Santa Lucía; Sur: Límite Sur de la propiedad suc. de José F. Rolón.
 2da. Sección: Norte: Límite departamental Norte; Este: Río Corriente; Sur: Límite Sur de las propiedades de Teófilo Ojeda, Marcelino Descalzo, Benedicto Silva, Federico Fernández Serrano, C. de Silva, S. Ortiz, F. Fernández y María Correa de Fernández, Fernández Serrano, Elías N. Fernández y Herminia R. de Delgadillo; Oeste: Límite Oeste de las propiedades de Herminia R. de Delgadillo, F. Fernández y M. Correa de Fernández, suc. de Pucheta de Obregón, Teófilo Espinosa, Francisca R. de Martínez, Miguel Galeano, Bolo.
 3ra. Sección: Norte: Límite Norte de las propiedades de Sociedad Agrícola del Río de la Plata, Herminia Rolón de Delgadillo, F. Gómez de Farizano, Gabina F. de Ojeda, Juan Ortiz, Bartolomé Destéfanis, R. de Araujo, Angeles y Celso Descalzo; Este: Río Corriente; Sur: Límite Sur de las propiedades de Pedro Miranda, Bernardo Balestra, arroyo Batelito, Juan Alvarez y Francisco Brest; Oeste: Estero Santa Lucía y trecho del Paraná Mini.
 4ta. Sección: Norte: Límite Norte de las propiedades de María A. de López, Emilia A. de Serrati, Heriberto Soto, Restituta D. de Díaz, Bernardo Balestra, Fernando Sánchez, F. A. Silva, B. G. de González y D. M. de López Lecube; Este y Sur: Río Corriente; Oeste: Río Santa Lucía.
 5ta. Sección: Norte: Límite Norte de la propiedad de Gregorio García; Este: Arroyo Santa Lucía; Sur: Río Corriente; Oeste: Río Paraná.

El 31 de agosto de 1935 fue publicado el decreto del vicegobernador Pedro Resoagli que determinó los límites de los departamentos:

Departamento Goya: Tiene los siguientes límites generales: Norte: El río Santa Lucía, desde su desembocadura en la ‘Boca falsa’, en el río Paraná, aguas arriba, hasta el límite occidental de la propiedad de los sucesores de Juan T. Perugorría; sigue por el límite Norte de la Colonia Isabel Victoria, y deslindes Norte de las propiedades de Rafael Bolo, sucesión Simón Escobar, J. C. Obregón, L. O. de López, Josefa G. de Silva, límite occidental de la propiedad de Indalecia R. de Duarte, su límite Norte, y el mismo de las propiedades de Basilia Duarte, A. Retamozo, José M. Núñez, Nemesio Núñez, límite occidental de la propiedad de Oreste y Arturo Vilas, límite Norte de las mismas y de las de Eleodoro R. Chaz, Elena D. de Cuna, Baldomera Chaz de Fosatti, Clara Ch. de Morris, hasta el arroyo Batel; luego sigue el curso de este arroyo, hasta su unión con el río Corriente; Este y Sud: El río Corriente, aguas abajo, desde la desembocadura del Batel, hasta su desembocadura en el río Paraná, frente al Municipio de Esquina; Oeste: El río Paraná, desde la ‘Boca falsa’, en que se le une el Santa Lucía, aguas abajo, hasta la desembocadura del río Corriente, frente al Municipio de Esquina.

## Población
Cuenta con 106 371 habitantes (Indec, 2022), lo que representa un incremento promedio anual del 1.5% frente a los 89 959 habitantes (Indec, 2010) del censo anterior.

La mediana de edad se estableció en 31 años.
| Gráfica de evolución demográfica de Departamento Goya entre 1991 y 2022 |
|                                                                         |
| Fuente: censos nacionales del INDEC                                     |

## Municipios del departamento
- Goya
- Colonia Carolina
- San Isidro

## Localidades
La mayor parte de la población se concentra en la ciudad cabecera del departamento. El resto es población de carácter rural, dispersa o asentada en pequeñas localidades.
| Cabecera (Población 2010) | Localidades (Población 2010) |
| ------------------------- | ---------------------------- |
| * Goya (71 606 hab.)      | - Carolina (420 hab.)        |

## Otras localidades y parajes

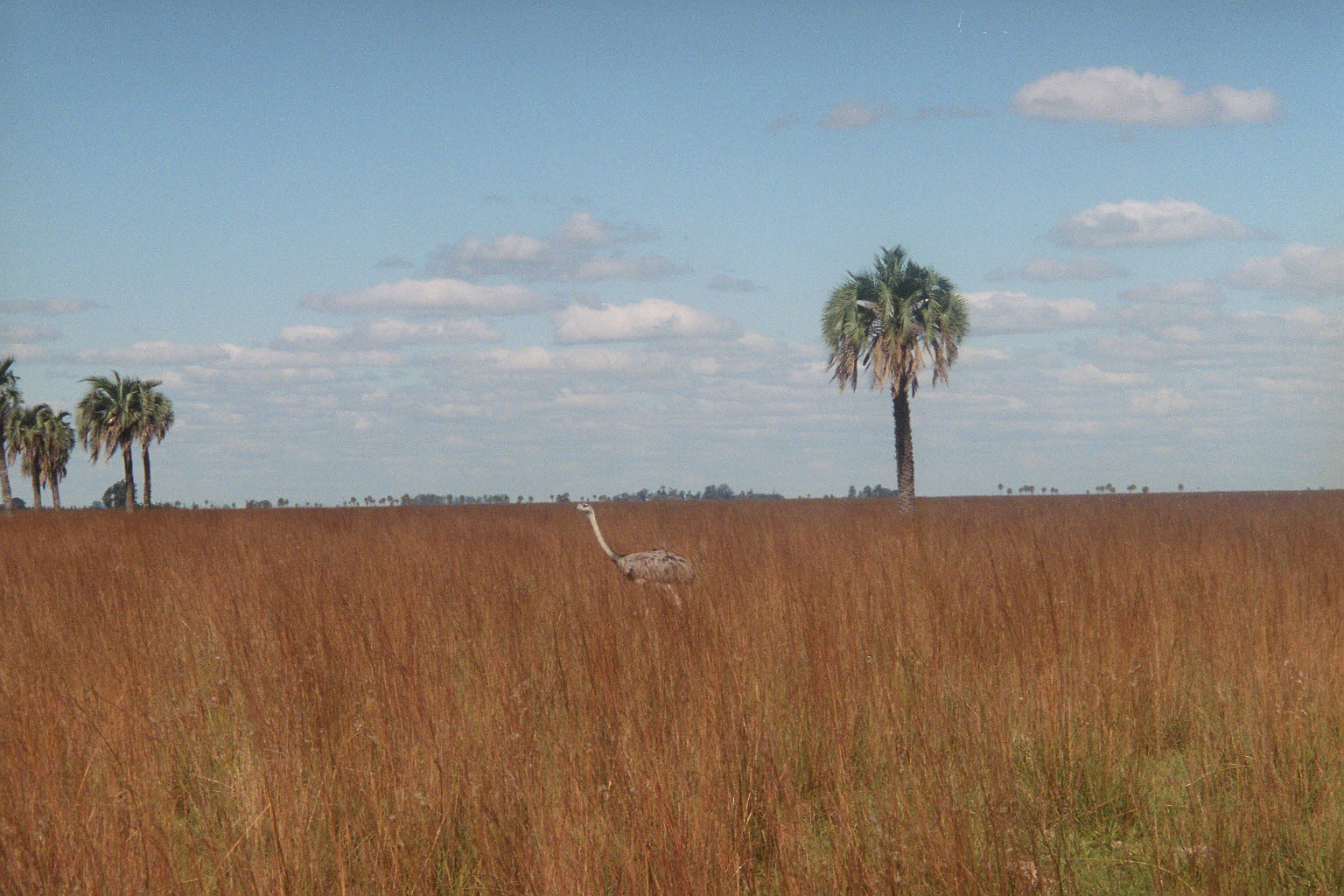
Un ñandú en el paraje Mercedes Cossio.

- Colonia Isabel Victoria
- Colonia Carmen
- Maruchas
- Punta Maruchas
- La Soledad
- El Zorzalito
- Colonia Mora
- Colonia Porvenir
- Mercedes Cossio
- Cruz de los Milagros
- El Tránsito
- Campo Villar
- San Rafael
- San Isidro
- San Martín
- Tres Bocas
- El Duraznillo
- Santa Rita
- Bañado San Antonio
- Los Ceibos
- El Cocalito
- El Rubio
- Invernada
- Rincón del Pago
- Pago Redondo
- San Antonio Isla
- Paso San Juan
- Paso Los Ángeles
- Paso Fanegas
- Paraje Buena Vista

## Economía
La actividad económica más significativa del departamento es la producción de tabaco. Además se desarrolla la ganadería, especialmente la cría de bovinos.